# Serieåret 1973

## Händelser

### Januari

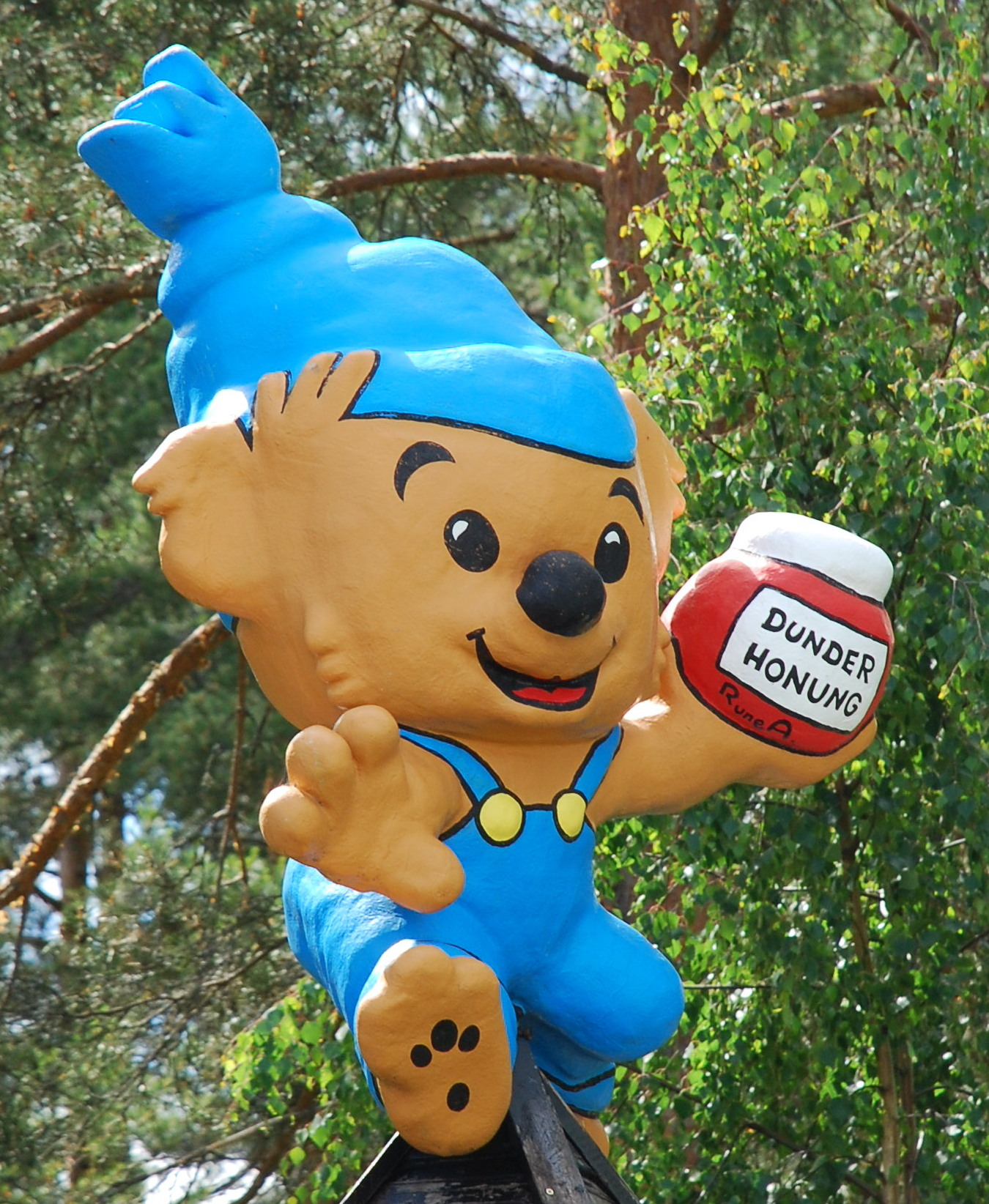
Bamse.

- Januari - I Sverige grundas serietidningen Bamse – världens starkaste björn.[1][2]

### Okänt datum
- Konventet Berkeleycon 73, hålls i Pauley Ballroom, ASUC Building vid University of California, Berkeley — Bud Plants detaljhandel Comics & Comix köper över 4 000 serietidningar från guldåldern som ägts av Tom Reilly.[3]
- Seriefrämjandet Skåne bildas i Sverige.

## Utgivning
- Kalle Ankas Pocket 13: Kalle Anka - Riddaren utan fruktan

### Album
- Asterix på Korsika[4]

### Serieantologi
- Comics 4 - den stora serieboken[5].
- Comics 5 - den stora serieboken[6].

## Födda
- 1 januari - Åsa Grennvall, svensk serieskapare.
- 12 februari - Mats Jonsson, svensk serieskapare.
- 14 december - David Liljemark, svensk serieskapare, skämttecknare, barnboksillustratör och författare.
- 24 december - Martin Kellerman, svensk serietecknare.

## Avlidna
- 14 mars - Chic Young, 72, amerikansk serieskapare, känd för Blondie.

### Fotnoter
1. ↑  Per-Åke Sjögren. ”Nyvaknat intresse”. Svenska serietidning. http://www.oocities.org/athens/forum/1178/serier4.htm. Läst 10 mars 2021.
2. ↑  Nora Makander (3 januari 2023). ”Bamsetidningen fyller 50 år” (på svenska). SVT Kultur. https://www.svt.se/kultur/bamsetidningen-fyller-50-ar. Läst 29 mars 2023.
3. ↑  Beerbohm, Bob. "Please Consider Buying Some Comics From Industry Icon Robert Beerbohm," The Comics Reporter (14 mars 2008).
4. ↑  ”Tintin”. Arkiverad från originalet den 13 februari 2011. https://web.archive.org/web/20110213010603/http://www.asterix.com/books/albums/. Läst 12 mars 2011.
5. ↑  ”Rogers Seriemagasin”. https://rogersmagasin.com/serietidningar-och-seriepublikationer/comics-den-stora-serieboken/comics-den-stora-serieboken-nr-4/. Läst 15 mars 2021.
6. ↑  ”Rogers Seriemagasin”. https://rogersmagasin.com/serietidningar-och-seriepublikationer/comics-den-stora-serieboken/comics-den-stora-serieboken-nr-5/. Läst 15 mars 2021.